# Autorretrato (Goya, 1783)
Autorretrato é uma pintura criada pelo pintor espanhol Francisco de Goya em 1783. Este óleo sobre tela é um autorretrato do busto do artista aos 37 anos visto através de seu perfil esquerdo, seu corpo maciço quase pressionado contra um cavalete. Legada em 1899 por Jean-Baptiste Alexandre Damase de Chaudordy, ex-embaixador francês na Espanha, a obra está guardada desde 1900 no Musée des Beaux-Arts d'Agen, em Agen, Lot-et-Garonne. Foi roubado em janeiro de 1949, mas foi posteriormente encontrado.